# Batrachuperus
Batrachuperus es un género de anfibios caudados de la familia Hynobiidae. Sus especies se encuentran en el oeste de China, y en el límite con Birmania. Recientemente Zhang et al. (2006) separó el género Paradactylon de Batrachuperus.

## Especies
- Batrachuperus karlschmidti Liu, 1950
- Batrachuperus londongensis Liu e Tian, 1978
- Batrachuperus pinchonii (David, 1872)
- Batrachuperus taibaiensis Song, Zeng, Wu, Liu e Fu, 2001
- Batrachuperus tibetanus Schmidt, 1925
- Batrachuperus yenyuanensis Liu, 1950